# 상황주의 인터내셔널
상황주의 인터내셔널(영어: Situationist International, 약칭: SI)은 전위 예술가, 지식인, 정치 이론가들로 구성되어 활동했던 사회 혁명가들의 국제 조직이다. 1957년 결성 이후 1972년 해체될 때까지 유럽에서 두드러지게 활동했다. 상황주의 인터내셔널의 지적 기초는 주로 자유주의적 마르크스주의와 20세기 초반의 아방가르드 예술 사조, 특히 다다이즘과 초현실주의에서 유래되었다. 전반적으로 상황주의 이론은 다양한 이론적 분야를 20세기 중반의 선진 자본주의에 대한 현대적이고 포괄적인 비판으로 통합하려는 시도를 나타낸다.
상황주의 이론에 필수적인 것은 스펙터클 개념인데, 이는 선진 자본주의에 대한 통합된 비판으로, 그 주요 관심사는 사회적 관계의 표현과 이미지를 통한 중재에 대한 경향의 점진적인 증가였다. 상황주의자들은 직접적인 삶의 경험을 통한 개인적 표현 또는 진정한 욕망의 직접적인 충족에서 상품 교환 또는 소비를 통해 대리인을 통한 개인의 진정한 욕구나 수동적인 간접 소외로의 변화가 개인과 사회 모두에게 인간 삶의 질에 중대하고 광범위한 피해를 입혔다고 믿었다. 상황주의 이론의 또 다른 중요한 개념은 스펙터클에 대응하는 주요 수단, 즉 상황의 구성, 진정한 욕망을 재각성하고 추구하기 위해 의도적으로 구성된 삶의 순간, 삶과 모험의 느낌, 일상 생활의 해방을 경험하는 것이다.
상황주의자들은 칼 마르크스의 형성적 저술 이후 자본주의가 변화했음을 인정했지만, 자본주의 생산 양식에 대한 그의 분석은 근본적으로 옳았다고 주장했다. 그들은 소외 이론과 같은 여러 고전적 마르크스주의 개념을 재구성하고 확장했다. 상황주의자들은 마르크스주의 이론을 확장하여 해석하면서 사회적 소외와 상품 숭배의 비참함이 더 이상 자본주의 사회의 근본적 구성요소에 국한되지 않고, 선진 자본주의에서는 삶의 모든 측면과 문화로 확산되었다고 주장했다. 그들은 기술의 진보, 생산 능력의 증가, 봉건제와 같은 이전 체제에 비해 향상된 전반적인 삶의 질과 같은 선진 자본주의의 명백한 성공이 동시에 가한 사회적 기능 장애와 일상 생활의 타락을 능가할 수 있다는 견해를 부정했다.
상황주의 인터내셔널이 처음 결성되었을 당시 그들은 주로 예술에 초점을 맞추었으며 단일 도시주의와 심리지리학과 같은 개념에 중점을 두었다. 그러나 점차 그 초점은 혁명적이고 정치적인 이론으로 기울게 되었다. 상황주의 인터내셔널은 1967년과 1968년에 창작 성과와 영향력의 정점에 도달했는데, 1967년은 상황주의 운동의 가장 중요한 두 책인 기 드보르의 《스펙터클의 사회》와 라울 바네겜의 《일상생활의 혁명》이 출판된 해였다. 앞서 언급한 두 서적의 표현된 글과 정치 이론은 다른 상황주의 출판물과 함께 프랑스의 1968년 5월 봉기의 이면에 있는 사상을 형성하는 데 큰 영향을 미쳤다. 상황주의 관련 서적과 출판물의 인용문, 구절, 슬로건은 봉기 동안 프랑스 전역의 포스터와 그라피티에 널리 사용되었다.